# Gibbomesosella laosica
Gibbomesosella laosica là một loài bọ cánh cứng trong họ Cerambycidae.